# 백악관 대변인
백악관 대변인(White House Press Secretary)은 미국 대통령의 언론 담당 비서관이다. 미국 정부의 대변인 역할, 특히 대통령의 대변인 역할을 담당한다.
대변인 임명에는 미국 상원의 조언과 동의가 필요하지 않다.

## 역사

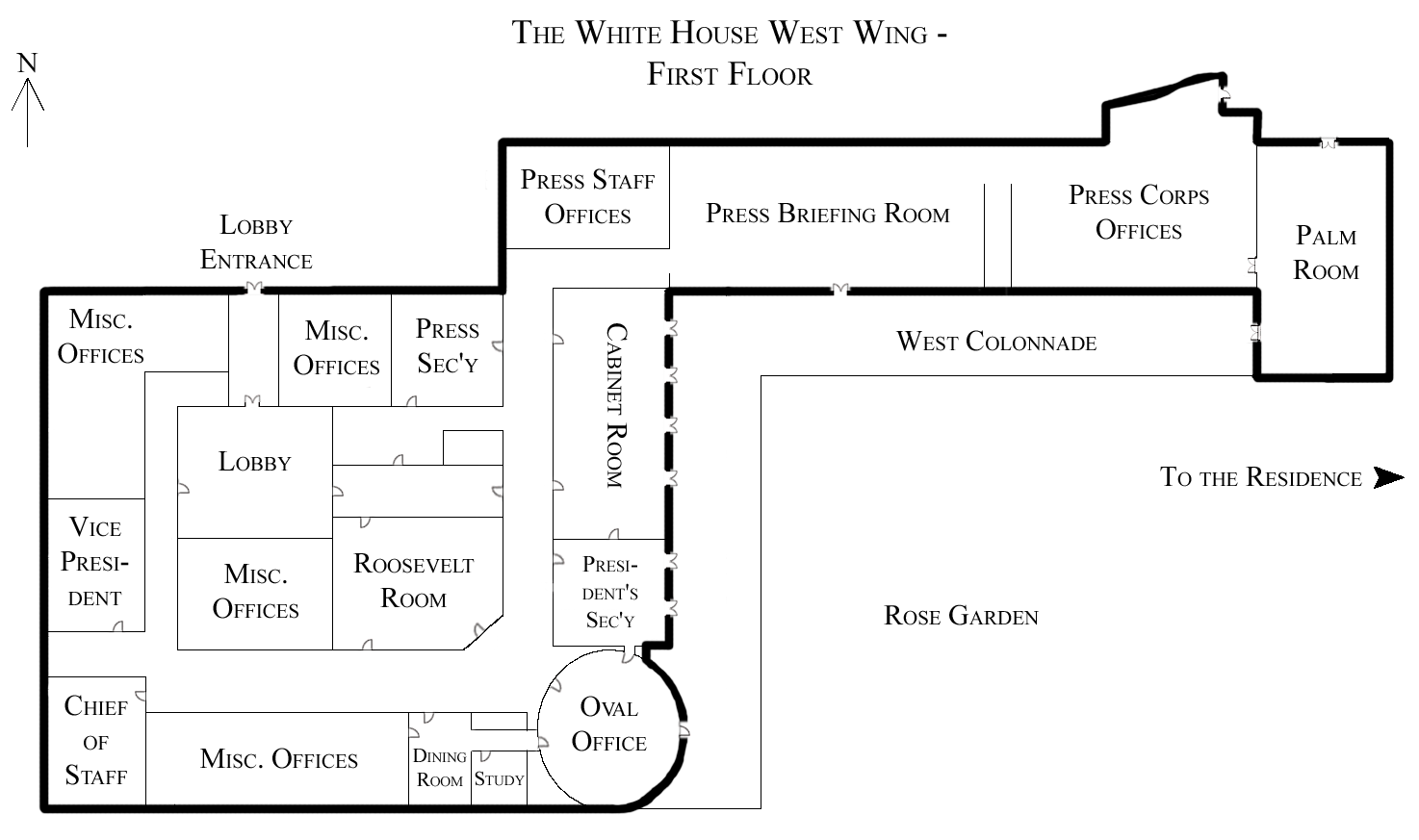
백악관 브리핑 룸의 위치

1929년 허버트 후버 대통령이 대변인직을 만들었다. 현재 오바마 대통령은 1기 행정부 때 29대 대변인, 2014년에 제30대 백악관 대변인으로 조쉬 어니스트(39세)를 임명했다.
미국 백악관 대변인의 정례 브리핑은 신문 매체 마감 시간을 배려해, 매일 오전 11시∼낮 12시에 웨스트윙 프레스 브리핑 룸에서 열린다. 모든 국가 이슈에 대한 질의응답이 오간다. 질의와 응답에 성역과 금기가 없다. 앞쪽 두 줄은 주요 신문 방송 통신 기자들이 앉는다. 뒤쪽에는 지역 및 해외 매체 기자들이 앉는다. 가끔 대통령이 직접 나와서 브리핑한다.